# Inez from Hollywood
Pour plus de détails, voir Fiche technique et Distribution.
Inez from Hollywood est un film américain réalisé par Alfred E. Green, sorti en 1924.

## Synopsis
Inconnu.

## Fiche technique
- Titre : Inez from Hollywood
- Réalisation : Alfred E. Green
- Scénario : Dorothy Arzner et J.G. Hawks d'après l'histoire The Worst Woman in Hollywood de Adela Rogers St. Johns
- Photographie : Arthur Edeson
- Producteur : Sam E. Rork
- Montage : Dorothy Arzner
- Pays de production : États-Unis
- Format : Noir et blanc - 1,33:1 - Film muet
- Genre : drame
- Date de sortie : 1924

## Distribution
- Anna Q. Nilsson : Inez Laranetta
- Lewis Stone : Stewart Cuyler
- Mary Astor : Fay Bartholdi
- Larry Wheat : Pat Summerfield
- Rose Dione : Marie D'Albrecht
- Snitz Edwards : The Old Sport
- Harry Depp : Scoop Smith
- E.H. Calvert : Gardner